# بازار بومی
بازار بومی (به انگلیسی: domestic market) به بازارهای سرمایه که جهت تأمین منابع مالی، کالا و خدمات برای ناشران اوراق قرضه از منابع سرمایه‌گذاران داخلی توسعه پیدا کرده‌اند، اطلاق می‌گردد. بازارهای مزبور به تدریج از خصلت بومی خود دور شده و ماهیت بین‌المللی بیشتری یافته‌اند، به گونه‌ای که ناشران و سرمایه‌گذاران داخلی و بین‌المللی همگی از بازارهای مزبور بهره‌برداری می‌کنند.